# Memoriales a la masacre de Katyn
Los memoriales de la masacre de Katyn conmemoran la masacre de Katyn de 1940 por la NKVD soviética.

## Austria
Cerca de la ciudad de Gardekirche en Viena, Austria, hay un monumento a las tragedias polacas de Katyn y Smolensk.

## Canadá
En Canadá, se ha erigido una gran escultura de metal en la comunidad polaca de Roncesvalles en Toronto, para conmemorar los asesinatos.

## Polonia

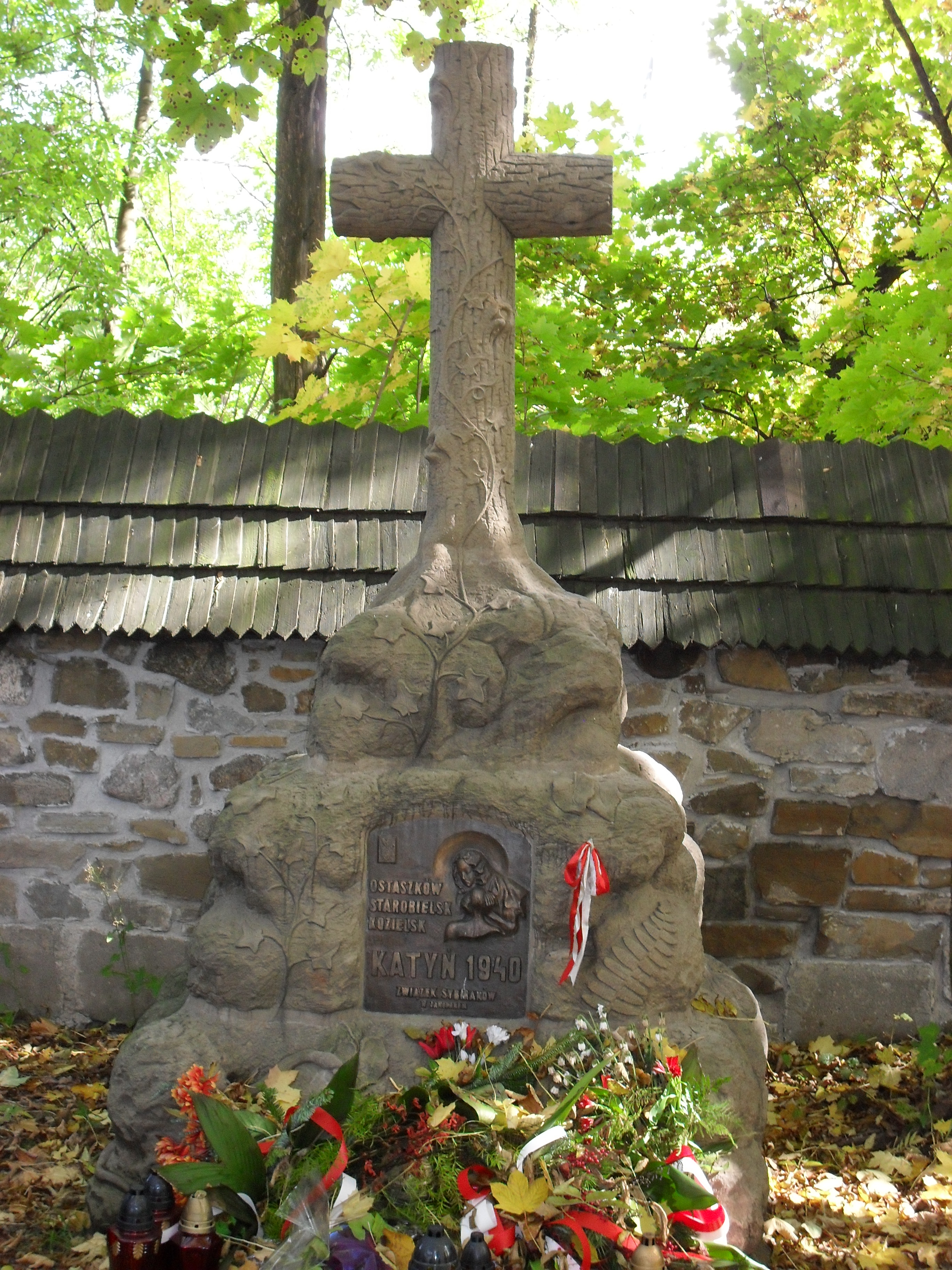
Katyn Memorial, cementerio Pęksów Brzyzek, Zakopane, Polonia

Muchas ciudades de Polonia ahora tienen monumentos a la masacre en espacios públicos, así como dentro de iglesias y cementerios. Por ejemplo, en Wrocław, una composición del escultor polaco Tadeusz Tchórzewski está dedicada a las víctimas de Katyn. Inaugurado en 2000, se encuentra en un parque al este del centro de la ciudad, cerca del edificio Racławice Panorama. Muestra a la 'Matrona de la Patria' desesperada por un soldado muerto, mientras que en un pedestal más alto se asoma el ángel de la muerte, inclinado hacia adelante sobre una espada.

## Russia
En el año 2000, se inauguró en Rusia el monumento en el cementerio de guerra de Katyn. Anteriormente, el sitio presentaba un monumento con una falsa dedicación a las "víctimas de los hitlerianos".
- "dos placas en Tver que conmemoran la masacre de Katyn, una en ruso y la otra en polaco, se colocaron en la fachada" de la Universidad Estatal de Medicina de Tver "en 1991 y 1992, pero se retiraron en mayo de 2020.[5]

## Sudáfrica
En Sudáfrica, un monumento en Johannesburgo conmemora a las víctimas de Katyn, así como a los aviadores sudafricanos y polacos que volaron en misiones desde el sur de Italia a Polonia para lanzar suministros sobre Varsovia durante el Alzamiento de Varsovia.

## Ukrania
En Ucrania, se erigió un complejo conmemorativo para honrar a los más de 4300 oficiales víctimas de la masacre de Katyń asesinados en Pyatykhatky, 14 kilómetros / 8,7 millas al norte de Járkov en Ucrania; el complejo se encuentra en una esquina de una antigua casa de vacaciones para oficiales de la NKVD. Los niños habían descubierto cientos de botones de oficiales polacos mientras jugaban en el sitio.

## Reino Unidos
Hay varios monumentos de Katyn en el Reino Unido, el más conocido de los cuales se inauguró el 18 de septiembre de 1976 en el cementerio de Gunnersbury en Londres, en medio de una considerable controversia. Durante el período de la Guerra Fría, los sucesivos gobiernos británicos se opusieron a los planes de la comunidad polaca del Reino Unido de construir un gran monumento para conmemorar la masacre. La Unión Soviética no quería que se recordara a Katyn y presionó a Gran Bretaña para evitar la creación del monumento. Como resultado, la construcción del monumento se retrasó durante muchos años. Después de que la comunidad local finalmente obtuvo el derecho a construir el monumento, ningún representante oficial del gobierno estuvo presente en la ceremonia de apertura (aunque algunos políticos asistieron al evento de manera extraoficial).
Otro monumento en el Reino Unido se erigió tres años después, en 1979, en Cannock Chase, Staffordshire. También se instaló una placa conmemorativa de Ronald Sims en la Capilla de los Aviadores en Southwell Minster en Nottinghamshire (hay una gran comunidad polaca en el condado y cada año se celebra un servicio para recordar la masacre). También hay un monumento a Katyn en el cementerio del sur de Manchester, inaugurado en 1990, en una de las primeras ocasiones en que el gobierno británico reconoció públicamente que Katyn era una atrocidad de guerra soviética, en lugar de nazi. En 1985, la comunidad polaca de Bristol erigió un monumento de Alexander Klecki en la catedral de Clifton.

## Estados Unidos
En los Estados Unidos, una estatua de oro conocida como Monumento Nacional a la Masacre de Katyn se encuentra en Baltimore, Maryland, en Aliceanna Street en Inner Harbor East. Polaco-estadounidenses en Detroit erigieron un pequeño monumento de piedra blanca en forma de cruz con una placa en la iglesia católica de San Alberto. También se ha erigido una estatua, el Katyń Memorial, que conmemora la masacre en Exchange Place en el río Hudson en Jersey City, Nueva Jersey. Otras estatuas conmemorativas se encuentran en Doylestown, Pennsylvania y Niles, Illinois.